# Peterskirche (Oberstenfeld)

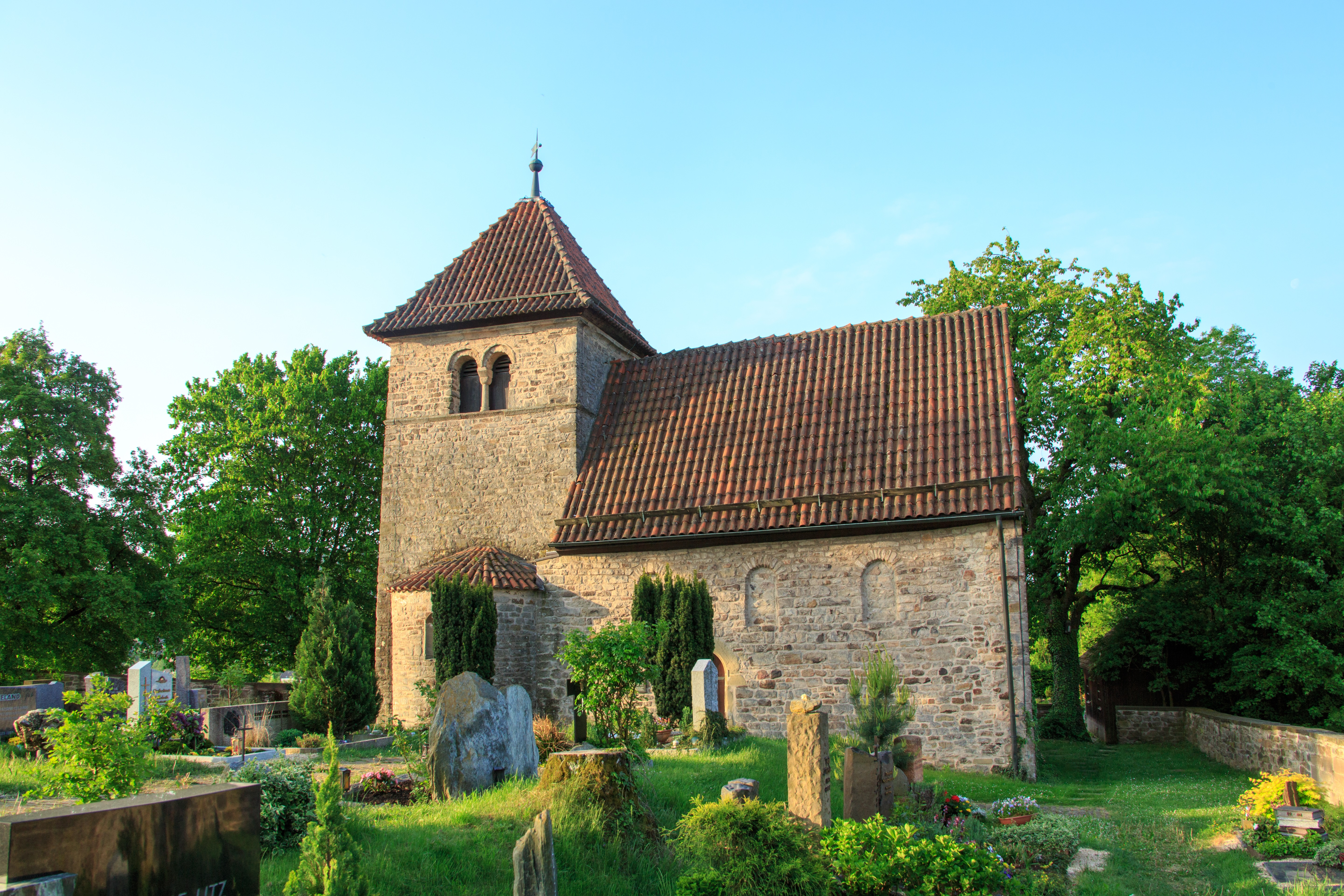
Peterskirche in Oberstenfeld

Die Peterskirche, die ehemalige Pfarrkirche der Wüstung Kratzheim, ist die Friedhofskirche von Oberstenfeld, einer Gemeinde im Landkreis Ludwigsburg in Baden-Württemberg. Das Bauwerk ist beim Landesamt für Denkmalpflege Baden-Württemberg als Baudenkmal eingetragen. Die Kirche gehört zum Kirchenbezirk Marbach der Evangelischen Landeskirche in Württemberg.

## Beschreibung

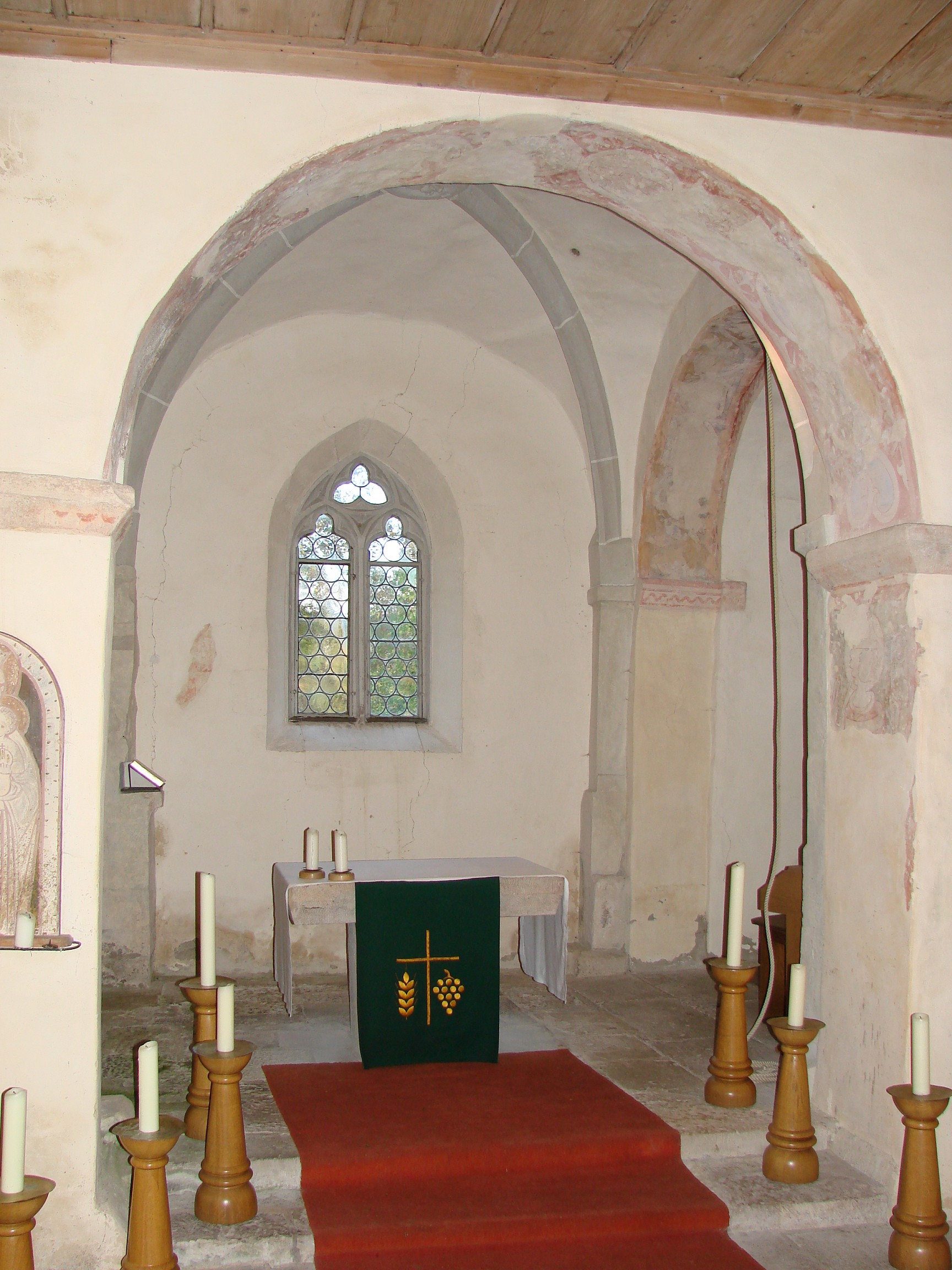
Chor

Die romanische Saalkirche wurde in der Mitte des 11. Jahrhunderts erbaut. Sie besteht aus einem Langhaus und einem Chorturm auf quadratischem Grundriss im Osten. Ein Drei-Konchen-Chor flankierte ursprünglich das Erdgeschoss des Chorturms. Erhalten ist nur noch die nördliche Apsis. Im Westen des Langhauses befand sich ursprünglich ein Beinhaus. Das oberste Geschoss des mit einem Pyramidendach bedeckten Chorturms beherbergt hinter den als Biforien gestalteten Klangarkaden den Glockenstuhl für drei Kirchenglocken. 
Der Innenraum des Langhauses wurde mit einer Holzbalkendecke überspannt, der des Chors mit einem Kreuzrippengewölbe. Die Wandmalereien aus dem 13. Jahrhundert sind zum Teil erhalten.